# Американская жесткошёрстная кошка
Американская жесткошёрстная кошка — порода короткошёрстных кошек со своеобразным строением шерсти. Другое название этой породы — проволочношёрстная, или проволочная кошка, которое эти кошки получили за необычный внешний вид шерсти животного, напоминающей пружинки.

## Описание
Шерсть жесткошёрстной кошки похожа на шерсть кошек рексов, но в родстве они не состоят. За жесткую структуру волосков американской жесткошёрстной породы отвечает доминантный ген, поэтому при скрещивании короткошерстной и Американской жесткошерстной кошек в помете всегда появляются котята с обоими типами шерсти.
Кошка среднего размера с крепким, мускулистым телосложением, общий вид похож на американскую короткошёрстную. Для морды типично открытое и дружелюбное выражение, получающееся за счет округлых, широко открытых глаз. Уши среднего размера, широко поставлены. Основная особенность породы – короткая пружинистая шерсть, ставшая результатом мутации. По степени закручивания шерсть бывает разных типов, от щетинистой до курчавой, но каждый волосок заломлен, загнут крючком или свернут пружиной. Шерсть этих кошек отличается жесткостью и плотностью шерстного покрова.

## История
Впервые жесткошёрстный котенок родился на ферме в штате Нью-Йорк в 1966 году. Появившегося в результате спонтанной мутации котёнка купила местная заводчица американских короткошёрстных кошек Джоан О'Ши, которой и захотелось вывести жесткошёрстную породу. Вскоре выяснилось, что мутация является доминантной и развести таких кошек несложно. Когда жесткошёрстную кошку скрещивают с обычной короткошёрстной, в помете всегда появляется несколько жесткошёрстных котят.
Первый кот получил имя Адам, так как был прародителем, как и библейский одноименный персонаж, полное официальное имя родоначальника породы Council Rock Farm Adam of Hi-Fi. 
Джоан О'Ши  также купила ещё двух жесткошёрстных котят, которых назвала Эбби и Эмми. Позже Эмми была приобретена  Биллом и Маделин Бек (Bill and Madeline Beck), разводивших кошек с волнистой шерстью. Образцы шерсти от потомства этой кошки были отправлены на экспертизу для подтверждения генетической уникальности.
В дальнейшем было решено использовать для формирования новой породы скрещивание с американской гладкошёрстной.
Среди потомков Эмми был кот Бэрберри Еллен, ставший первым гомозиготным котом с «проволочной» шерстью.
О'Ши перестала работать с породой в 1970 году, семейство Бек чуть позже, породой продолжили заниматься другие заводчики.
На данный момент порода  Американская жесткошёрстная считается одной из самых редких в мире.

## Характер
Американская жесткошёрстная кошка обладает активным и игривым характером. За сочетание этик качеств и внешности заводчики нередко зовут своих питомцев "кошки-панки".
Для кошек этой породы крайне важно находиться рядом с хозяином, они плохо переносят длительную разлуку. Людям, редко и мало бывающим дома, не рекомендуется заводить кошек этой породы, так как питомец будет страдать из-за длительного отсутствия хозяина. Это также может сказаться на здоровье кошки. При этом американские жесткошёрстные кошки общительны и контактны с другими людьми, а также легко находят общий язык с другими животными в доме, в том числе с собаками и грызунами.
Между двумя не кастрированными котами могут возникать территориальные конфликты.

## Особенности ухода
Шерсть американской жесткошёрстной кошки часто сравнивают с наждачкой. Она действительно грубее шерсти большинства кошек, к тому же имеет своеобразную структуру. Чтобы сохранить присущий породе вид шерсти, после купания этих кошек не расчесывают. При этом купать таких кошек часто вообще не нужно, максимум 2-3 раза в год или менее. Многие заводчики сходятся во мнении, что мыть кошек этой породы стоит только при значительном загрязнении.
Когти, глаза и уши кошки требуют ежемесячного осмотра и ухода. Отсутствие регулярной очистки ушей у этих кошек может приводить к серьезным неприятным последствиям, так как у многих американских жесткошерстных кошек очень чувствительная кожа, в том числе и в ушах. Для ухода за такой кожей следует подбирать специальные щадящие средства и обязательно проверять кошку на наличие возможной аллергии на незнакомое моющее или уходовое средство, так как чувствительная кожа  этих кошек  может часто выдавать раздражение.

## Стандарт породы
Стандарт породы Американская короткошёрстная по версии WCF (Всемирная фелинологическая организация):
Общее описание:
Кошка среднего и крупного размера, сильная и мускулистая, не слишком компактная, но гибкая. 
Грудная клетка круглая и хорошо развита. 
Сильные, прочные ноги средней длины сужаются равномерно к твердым круглым лапам. 
Хвост средней длины с широким основанием и слегка сужается к закруглённому кончику.
Голова:
Широкая голова производит округлое впечатление, но она немного больше в длину, чем в ширину. 
Нос средней длины и широкий. Профиль четко изогнут, с выраженным стопом (переходом от лба к носу).
Морда массивная, угловатая и четко выраженная. Шея мускулистая и твердая.
Уши:
Уши среднего размера со слегка закруглёнными кончиками, которые могут иметь небольшие кисточки. 
Расстояние между ушами не очень широкое. Они поставлены почти вертикально.
Глаза:
Округлые глаза открыты, широко расставлены и слегка наклонены. 
Цвет глаз должен быть ровным и соответствовать цвету шерсти. 
В серебряных цветах допускается только зеленый, в коричневых табби только золотистый цвет глаз.
Шёрстный покров:
Шерсть короткая, плотная, каждый отдельный волос изогнут, зацеплен или согнут, что приводит к тому, что жесткий остевой волос и подшёрсток отстоят от тела. Волос эластичный, грубый и очень плотный.
Общее впечатление от рисунка завитка при оценке важнее, чем отдельные типы строения шерсти.
Окрасы:
Цвета шоколада и корицы, а также их разбавление (сиреневый и палевый) не допускаются ни в каких сочетаниях (двухцветный, триколор, табби). Типпированые окрасы также не допускаются. 
Все остальные цвета и узоры разрешены. Любое количество белого разрешено.